# Glomeris pielachiana
Glomeris pielachiana är en mångfotingart som beskrevs av Karl Wilhelm Verhoeff 1928. Glomeris pielachiana ingår i släktet Glomeris och familjen klotdubbelfotingar. Inga underarter finns listade i Catalogue of Life.